# Matthias von Gunten

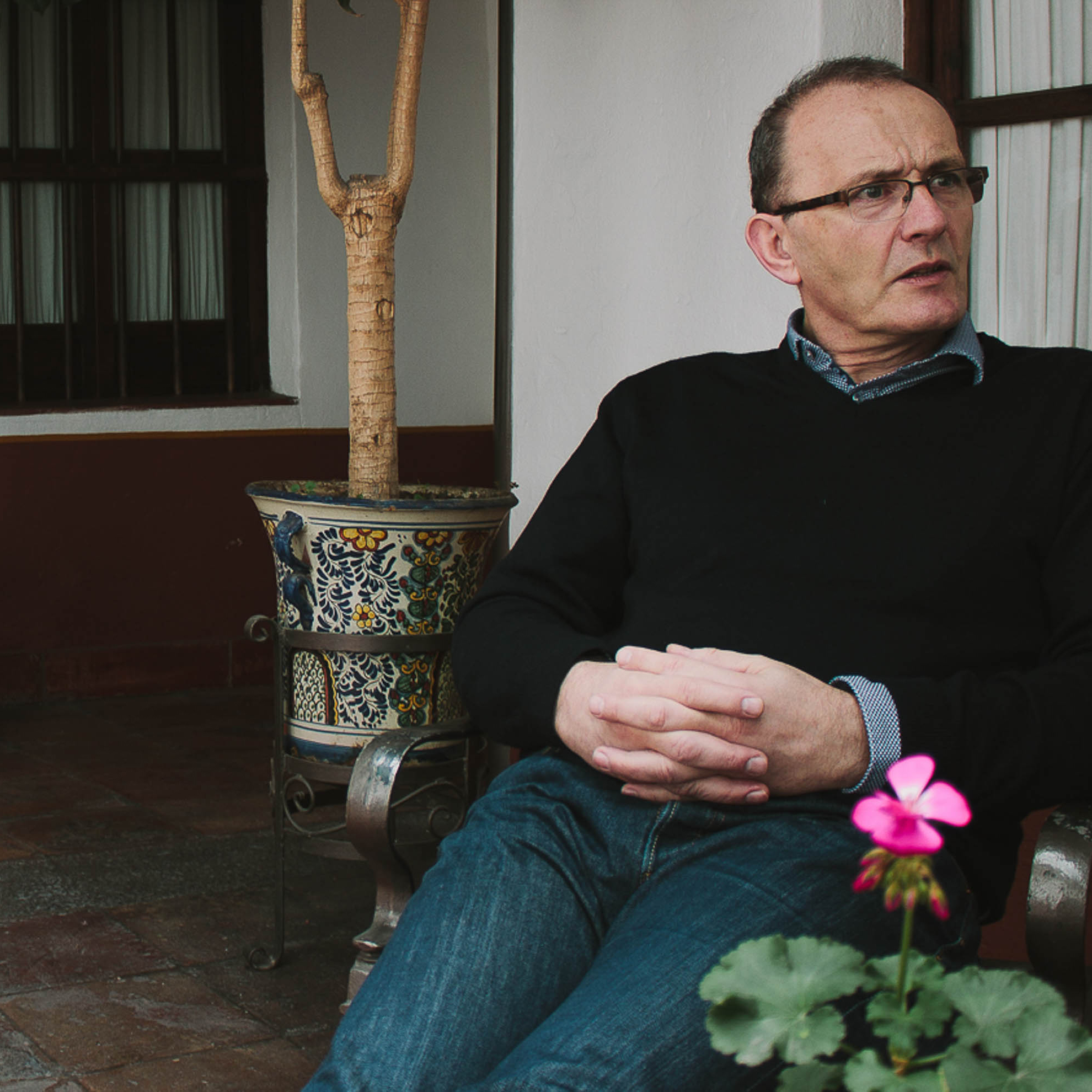
Matthias von Gunten im Jahr 2015

Matthias von Gunten (* 1953 in Basel) ist ein Schweizer Filmregisseur, Filmproduzent und Drehbuchautor.

## Leben
Von Gunten erhielt eine Filmausbildung an der Hochschule für Fernsehen und Film München. Sein Abschlussfilm war Quelle Günther, ein 80-minütiger Spielfilm, der an den Solothurner Filmtagen Premiere hatte. Nach einigen Jahren in Berlin kehrte von Gunten in die Schweiz zurück. Seit 1980 ist er als Filmeditor, Kameramann und Regieassistent tätig. Seine Mitarbeit erfolgte bei Filmen in der Schweiz und in Deutschland. Seit 1995 ist er freischaffender Filmregisseur und Filmproduzent.
Mit dem Film Reisen ins Landesinnere (1988) gewann er Filmpreise. Sein Essayfilm Max Frisch, Citoyen wurde vom Suhrkamp Verlag (filmedition: ISBN 978-3-518-13513-6) herausgegeben. 2011 machte er für das Schweizer Fernsehen anlässlich des hundertsten Geburtstags von Max Frisch einen 50-minütigen Essayfilm über Max Frischs gescheiterten Versuch, seinen Filmentwurf Zürich-Transit zu verfilmen: Max Frisch: Zürich-Transit.
2014 brachte er ThuleTuvalu heraus, einen Dokumentarfilm, der in Thule (Nordgrönland) und in Tuvalu (einem pazifischer Inselstaat) spielt und der davon handelt, wie sich das Leben der Menschen wegen der Erderwärmung an beiden Orten grundlegend verändert: in Thule, weil das Eis, welches die Inuit seit 2000 Jahren bewohnen, immer mehr zurückgeht, in Tuvalu, weil das Meer wegen der Eisschmelze an den Polen der Erde immer mehr ansteigt. ThuleTuvalu wurde auf mehreren internationalen Festivals gezeigt, darunter „Visions du Réel“, Nyon (Preis: Silberner Sesterz), HotDocs Toronto, DokFest München, DOX Kopenhagen u. a.
Von Gunten lebt in Zürich. Seine Produktionsfirma heisst Odyssee Film.

## Filmografie
- 1988: Reisen ins Landesinnere (Dokumentarfilm, Kino)
- 1993: Big Bang (Dokumentarfilm, Kino)
- 1997: Seitenwechsel (Dokumentarfilm, TV)
- 1998: Abschied vom Tod? (Dokumentarfilm, TV)
- 1999: Ein Zufall im Paradies (Dokumentarfilm, Kino)
- 2000: Die Kinder von Brancaccio (Dokumentarfilm, TV)
- 2003: Die Wägsten und Besten des Landes (Dokumentarfilm, Kino)
- 2004: Voyage contre la faim (Dokumentarfilm, TV)
- 2008: Max Frisch, Citoyen (Dokumentarfilm)
- 2009: Township Ballett (Dokumentarfilm, TV)
- 2011: Max Frisch: Zürich-Transit (Dokumentaressay, TV)
- 2014: ThuleTuvalu (Dokumentarfilm, Kino)